# Yusuke Igawa
Yusuke Igawa (井川 祐輔, Igawa Yusuke) est un footballeur japonais né le 30 octobre 1982. Il évolue au poste de défenseur.

## Palmarès
- Vice-Champion du Japon en 2006, 2008 et 2009 avec le Kawasaki Frontale
- Finaliste de la Coupe de la Ligue japonaise en 2007 et 2009 avec le Kawasaki Frontale